# Royaume de Tylis
 (août 2023).
Si vous disposez d'ouvrages ou d'articles de référence ou si vous connaissez des sites web de qualité traitant du thème abordé ici, merci de compléter l'article en donnant les références utiles à sa vérifiabilité et en les liant à la section « Notes et références ».

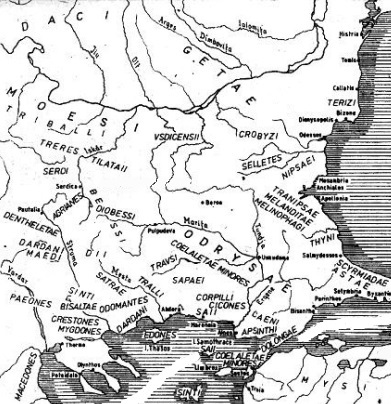
La migration des Celtes dans les Balkans.

Le royaume de Tylis a été constitué en Thrace par l’armée du chef celte Comontorios (de) à la suite de la Grande Expédition de 280 av. J.-C.
Byzance versait au royaume celtique de Tylis un tribut, d’abord irrégulier de 3 000, 5 000 et même 10 000 statères d’or, puis annuel de 80 talents (480 000 drachmes). Leur premier roi aurait été Comontorios et le dernier Cavaros. C’est sous son règne que le royaume aurait succombé après 220 av. J.-C., probablement vers 213 av. J.-C., à une attaque des Thraces.
« Les Gaulois avaient quitté leur pays avec Brennos et, après avoir échappé au désastre de Delphes, s'étaient avancés jusqu'à l'Hellespont, sans toutefois passer en Asie. Ils demeurèrent là, séduits par le charme du pays de Byzance. Après avoir vaincu les Thraces et établi leur capitale à Tylis, ils amenèrent les Byzantins à la dernière extrémité. Au début de leurs attaques, celles qui se produisirent sous la conduite de Comontorios, leur premier roi, les Byzantins continuèrent à donner en présent à chaque fois 3 000 et 5 000 statères d'or, parfois même 10 000 pour préserver leur territoire du pillage. Et finalement ils furent forcés de payer un tribut annuel de 80 talents [24 000 statères d'or], jusqu'au règne de Cauaros, sous qui le royaume fut supprimé et toute sa race détruite, après avoir été vaincue par les Thraces [...] »
— Polybe, Histoire, IV, 46.
On l'a localisé sans aucune preuve sur le site de l’actuelle agglomération de Tulovo (bg) (reg. Stara Zagora, Bulgarie).